# スンチャネ・スカレ
スンチャネ・スカレ（セルビア語:Sunčane Skale）は、モンテネグロのヘルツェグ・ノヴィで毎年夏に開催されるポップ・ミュージックの祭典である。1996年に初めて開催された。プロモンテ（ProMonte）が長年にわたってスポンサーを務めている。
音楽祭は3日間にわたって続く。1日目には各カテゴリの勝者に対してプリンス賞（Prinčeva nagrada）が贈られる。2日目は新しいスターを世に紹介する日であり、ノヴェ・ズヴィエスデ（Nove zvijezde）と呼ばれる。3日目に参加するアーティストの中から優勝者が選ばれ、優勝曲は「この夏の一曲」（Pjesma ljeta）となる。

## 優勝者
以下は、3日目の「この夏の一曲」に選ばれたアーティストと楽曲の一覧である:
- 1994年 - マーヤ・ニコリッチ（Maja Nikolić） - Baš sam se zaljubila
- 1995年 - フィリップ・ジュマヘル（Filip Žmaher）
- 1996年 - レオニータ・ヴコマノヴィッチ（Leontina Vukomanović） - Jedna od sto
- 1997年 - ゾラナ・パヴィッチ（Zorana Pavić） - Hoću da umrem dok me voliš
- 1998年 - ヴラド・ゲオルギエヴ（Vlado Georgiev） - Ako ikad ostarim
- 2000年 - ティファ（Tifa） & マカダム（Makadam） - Evo ima godina
- 2001年 - イヴァナ・バンフィッチ（Ivana Banfić） - Sad je kasno
- 2002年 - ティヤナ・ダプチェヴィッチ - Negativ
- 2003年 - ボヤン・マルコヴィッチ（Bojan Marović） - Tebi je lako
- 2004年 - ロマナ・パニッチ（Romana Panić） - Nikad i zauvijek
- 2005年 - ゴラン・カラン（Goran Karan） - Ružo moja bila
- 2006年 - ミレナ・ヴチッチ（Milena Vučić） - Da l' ona zna
- 2007年 - レイラ・ホト（Lejla Hot） - Suza stihova
- 2008年 - アレクサンドラ・ブチェヴァツ（Aleksandra Bučevac）- Ostani
- 2009年 - カリオピ（Kaliopi） &  ナウム・ペトレスキ（Naum Petreski） - Rum dum dum